# Yvonne Vriens-Auerbach
Maria Yvonne Jacoba Huberdina (Yvonne) Vriens-Auerbach (Tilburg, 15 april 1943 - Rosmalen, 13 april 2006) was een Nederlands CDA-politicus.
Mevrouw Vriens-Auerbach was een CDA-Tweede Kamerlid die via de Rosmalense gemeentepolitiek in de landelijke politiek terechtkwam. Als huisvrouw werd zij in 1978 in de gemeenteraad van Rosmalen gekozen en direct tot wethouder benoemd. Ze bekleedde diverse functies in de volksgezondheidssector en was ook als Kamerlid op dat terrein actief. Als lid van commissies voor de Verzoekschriften en voor de Nationale Ombudsman pleitte zij voor correcte bejegening van burgers door de overheid.
- Biografisch Portaal: 46105902
- Parlement.com: vg09lloheqy7